# Tři veteráni
Tři veteráni je česká barevná filmová pohádka, 21. a předposlední celovečerní film režiséra Oldřicha Lipského z roku 1983. Scénář vznikl na motivy pohádky Jana Wericha, který ji poprvé vydal v roce 1960 spolu s dalšími 16 pohádkami v knize Fimfárum. V roce 1963 ji Jan Werich načetl pro vydavatelství Supraphon.

## Herecké obsazení
- Rudolf Hrušínský – Pankrác
- Petr Čepek – Bimbác
- Josef Somr – Servác
- Vida Skalská – princezna Bosana[3]
- Július Satinský – král Pikola
- Zdeněk Svěrák – ministr informací království Monte Albo
- Jiří Kaftan – skřítek
- Miloš Kopecký – skřítek
- Lubomír Lipský – skřítek
- Milan Lasica – celník
- Jiří Hálek – generál/učitel
- Vladimír Hrubý – veterán-žebrák s flašinetem
- Ladislav Gerendáš – hoteliér Sup
- Ivan Pokorný – písař
- Tomáš Vacek – „flyboy“ Eda, čeledín u hoteliéra Supa
- Jaroslav Páleník – kočí Hans
- Mirko Musil – krčmář
- Jiří Krytinář – čistič bot
- Jaroslav Vozáb – komorník
- Miloslav Štibich – sedlák

## Děj
Tři vysloužilí vojáci – dělostřelec Pankrác, dragoun Bimbác a kuchař Servác se po skončení války potulují světem. Cestou narazí na žebráka, který odpovídá na údiv Serváce (že má stejnou válečnou medaili jako oni a žebrá) slovy: „Taky budete!“ Bimbáce začne znervózňovat žebrákův skepticismus a sýčkování a zahodí mu kliku od flašinetu do rybníka. Pankrác mu dá peníz na novou. Žebrák jim zavěští: „Já si koupím jenom kliku, ale vy si šetřte na celý flašinet!“
Veteráni časem zchudnou a začínají vzpomínat na slova žebráka. Jednou v noci dostanou kamarádi od tří trpaslíků dary, Pankrác kouzelný klobouk, který umí přičarovat věci, Servác magický bezedný měšec, který je vždy plný zlaťáků a Bimbác čarovnou harfu, ta umí přičarovat armádu, čeledíny, holiče, zkrátka jakékoliv lidi. Liliputé zpovzdálí sledují, jak budou magické věci využívat, zda pro dobré či špatné účely. Servác by se rád několik let jen válel a Pankrác by rybařil. Bimbáce nepřešly válečné choutky a na poli sedláka, který chce zasít pšenici, si harfou nabrnkne armádu vojáků a jejich protivníky, „machometány“ (Turky). „Tady bude bitva!“
Pankrác je rozlícen, že Bimbác nabádá vojáky, aby masakrovali Turky, i když ti se už vzdávají. Přivolaní četníci vezmou tři veterány do místní šatlavy. Pankrác se společně se Servácem dohodnou, že by měli Bimbáce oženit, aby mu válčení vyhnali z hlavy. Naplánují si pro něj nějakou „andělskou mrchu“, nejlépe princeznu. Snadno uprchnou z vězení a na koňském spřežení se vydávají na cestu. Přijedou do chudého království Monte Albo obtěžovaného mračny much (mají zde líné obyvatelstvo a pavouky). Na celnici nafasují lepačky na mouchy. Bimbác si koupí od celníka portrét princezny Bosany, do které se zahledí. Ubytují se v hotelu U Supa. Král Pikola pozve partu na hrad na večeři. Dcery Rosana a Hosana jsou již provdány, Bosana je k mání za pořádný ranec zlaťáků. Do Bosany se zamiluje kromě Bimbáce i Servác a oba se předhánějí v ukázkách svých schopností (resp. schopností svých kouzelných věcí). Král na radu ministra informací nechá hosty omámit vínem s rozpuštěným uspávacím prostředkem a věci zabaví. Pankrácovi zůstal magický klobouk, s jehož pomocí se kamarádům podaří z hotelu uprchnout. Proradná Bosana se těší z ukradených věcí. Pankrác se v převlečení za kominíka vydá k Bosaně pro věci, ale neuspěje a přijde i o klobouk. Trojice je nucena uprchnout z království v kadibudkách. Celník zažene pronásledující vojáky domů a skupina tří kamarádů se vydává do zasněžených hor. Chtějí najít trpaslíky, aby jim pomohli. Vzpomenou si, že se schází pod frňákovníkem.
Frňákovník je zakrslá jabloň, jejíž plody po pozření prodlužují enormně nos. Skřítci zde skutečně jsou. Obdarují je jablky z frňákovníku i protilátkou, hruštičkami, které neutralizují efekt frňákovníku. Magickým kouzlem se veteráni přesunou zpět do království Monte Albo, kde v přestrojení za mudrce podstrčí princezně Bosaně jablka z frňákovníku. Ta je s chutí sní, její nos se začne prodlužovat a „překročí“ dokonce hranice království. Míří na Vídeň, přeplave v Praze Vltavu a je uvítán chlebem a solí. Putuje do Německa, jehož čelní představitelé se zprvu domnívají, že jde o invazi. Po telefonátu do Monte Alba je ministr informací nucen vyjasňovat situaci, označí ji jako freundschaftbesuch (přátelská návštěva). Nos je dekorován metálem. K diagnóze podivné kabelozity nosu jsou povoláni mudrci z Orientu (převlečení veteráni). Nasadí léčbu hruštičkami. Princeznin nos se začíná stahovat. V Budapešti vytluče výkladní skříň a zmizí. Felčaři princezně dají třetí hrušku (která nos vrátí do původní podoby) teprve poté, co vrátí ukradené věci. Trojice odjíždí v kočáru a dohaduje se, co dál. Bimbác se oproti svým druhům hodlá nadále řídit svými mocensko-imperialistickými choutkami. Kamarádi se pustí do křížku a Bimbác se svojí armádou stojí proti kanónům Pankráce a vojenské kuchyni Serváce.
Zasáhnou skřítci a všechny tři bojechtivé veterány paralyzují. Trojice později sedí zkormouceně v lese u ohně a trpaslíci chtějí vrátit své dary. Vyčítají partě její chování, místo dobrých skutků páchali bývalí vojáci spíše ty špatné. Trpaslíci však ještě živí naději, že lidé konečně přijdou jednou k rozumu a vyvarují se malicherností.
V závěrečné scéně vyloví Bimbác z rybníka kliku od flašinetu, kterou tam v minulosti žebrákovi zahodil, a trojice spustí písničku:
| „ | „Nemít prachy – nevadí, nemít srdce – vadí, zažít krachy – nevadí, zažít nudu – to vadí ... není nutno, aby bylo přímo veselo, hlavně nesmí býti smutno, natož aby se brečelo.“ – Tři veteráni | “ |

## Kouzelné předměty a jejich schopnosti
- Klobouk umí dát cokoliv (kromě lidí a peněz)
- Harfička umí dát oddané a poslušné lidi (tj. prakticky otroky) libovolných dovedností a v oděvu a s pracovními nástroji charakteristickými pro požadované povolání
- Měšec dává neomezené množství peněz (zlaťáků)

## Místa natáčení
Film byl natáčen na několika místech v Čechách: Hrad Křivoklát (sídlo krále Pikoly z Monte Alba), obec Dobrovíz (království Monte Albo), Koněpruské jeskyně (celnice království Monte Albo), rybník Labeška v zámeckém parku Průhonice. Některé menší scény byly natočeny u hradeb v Nymburku a na Karlově mostě.

## Zajímavosti
Historik a balkanista František Šístek v knize Junáci, horalé a lenoši: obraz Černé Hory a Černohorců v české společnosti: 1830–2006 uvádí, že předobrazem království Monte Albo bylo Werichovi knížectví Černé Hory (Monte Negro) v 19. století knížete Nikoly I. (v pohádce král Pikola) narozeného poblíž města Cetinje.
Již před tímto filmem vznikla v roce 1964 televizní adaptace této Werichovy pohádky v hlavních rolích s Ladislavem Peškem, Čestmírem Řandou a Stanislavem Fišerem. Režie se ujal Pavel Kraus.